# جوزيف هيلتون سميث
جوزيف هيلتون سميث (بالإنجليزية: Joseph Hilton Smyth)‏ (4 ديسمبر 1901 - 1972)؛ روائي أمريكي.